# سن تئودورو (سیسیل)
سن تئودورو (سیسیل) (به ایتالیایی: San Teodoro) یک کومونه در ایتالیا است که در استان مسینا واقع شده‌است.

## خصوصیات
سن تئودورو ۱۳٫۹ کیلومترمربع مساحت و ۱٬۵۳۴ نفر جمعیت دارد و ۱٬۱۵۰ متر بالاتر از سطح دریا واقع شده‌است.